# Heat Flow and Physical Properties Package

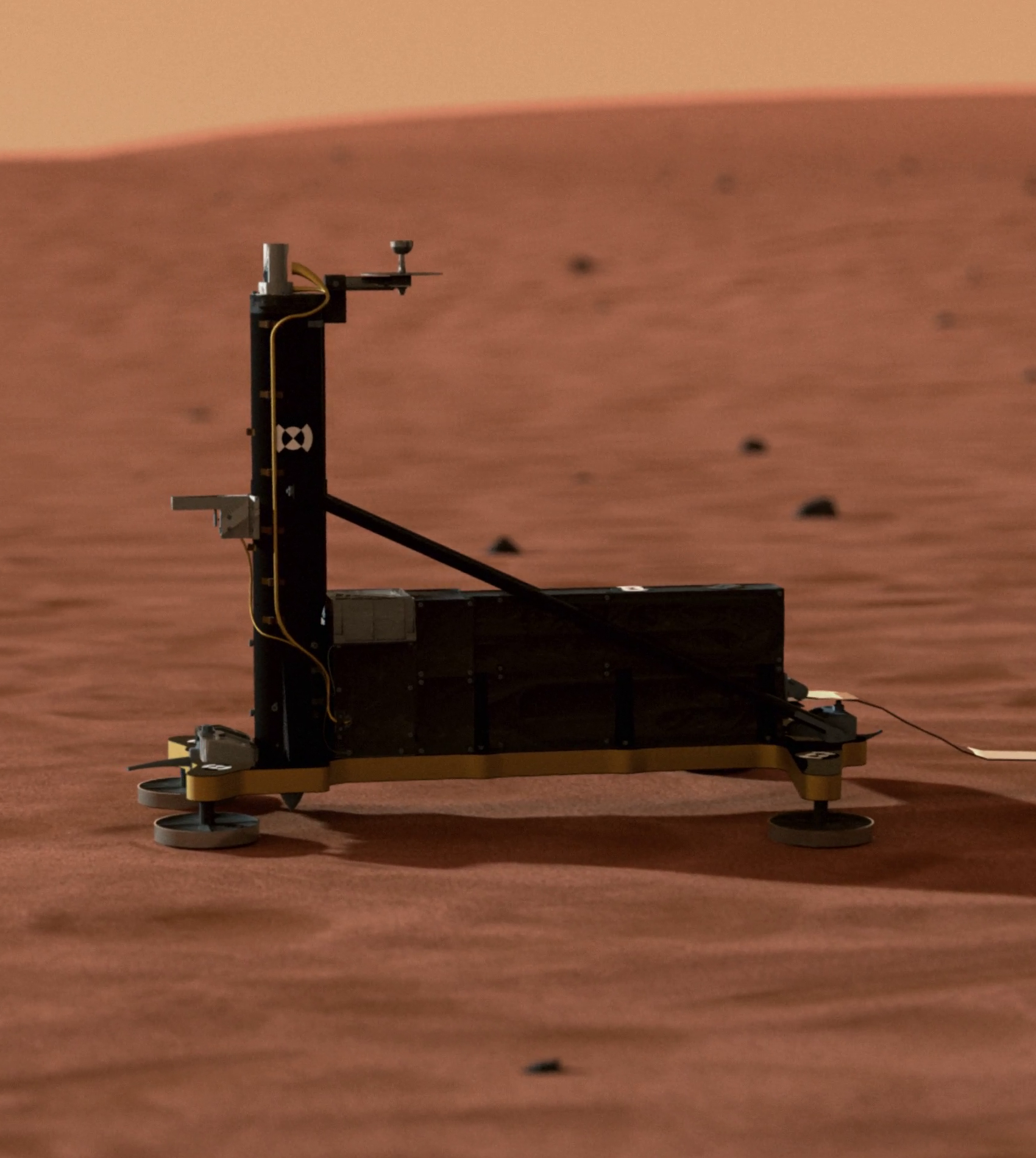
El Heat Flow and Physical Properties Package

El Heat Flow and Physical Properties Package (HP3) (en español: paquete de propiedades físicas y flujo de calor) es un instrumento científico que va a bordo del módulo de aterrizaje InSight, contiene una sonda auto penetrante para estudiar cómo fluye el calor en el interior de Marte. InSight aterrizó en Marte el 26 de noviembre de 2018.
Conocido como "pincho auto martillado" y apodado "el topo", fue diseñado para excavar hasta 5 m (16 pies) por debajo de la superficie marciana y a la vez, lleva acoplados sobre una especie de cinta a la que va atado, unos sensores de calor integrados para medir el calor que fluye desde el interior del núcleo de Marte, por lo tanto revela información primordial sobre el interior del planeta y su evolución a lo largo del tiempo.
El investigador principal es Tilman Spohn del Centro Aeroespacial Alemán (DLR).

## Descripción genérica
La misión tiene como objetivo comprender el origen y composición de los planetas terrestres. Se espera que la información obtenida con HP3 revele si Marte y la Tierra se formaron con el mismo material, y determinará cual es la actividad actual Marte. Junto con el sismómetro, la misión calculará el tamaño del núcleo del planeta y si el mismo es líquido o sólido.
También va equipado con un radiómetro, proporcionado por el DLR, ubicado en la cubierta de la sonda, que calibrará el instrumento.

## Desarrollo
HP3 fue concebido por Gromov V. V. et al. en 1997, realizando su primer vuelo con el nombre de PLUTO en la fallida misión a Marte en el año 2003 del aterrizador Beagle 2. En 2001 se perfeccionó el sensor HP3 siendo propuesto para realizar una misión a Mercurio, en 2009 propuso la Agencia Espacial Europea que formara parte de la carga útil del módulo ExoMars, en 2010 también estaba previsto que se destinara para una misión a la Luna, y en 2011 propuso el Programa Discovery de la NASA que formara parte de la carga útil para el aterrizador InSight Mars, conocido entonces como GEMS (Geophysical Monitoring Station) (en español: Estación de Monitoreo Geofísico). InSight fue lanzado el 5 de mayo de 2018 y aterrizó con éxito el 26 de noviembre de 2018.
La versión enviada a Marte tiene como apodo "el topo", fue diseñada para excavar a una profundidad de 5 m (16 pies) hacia abajo desde la superficie marciana para medir el flujo de calor desde el interior de Marte, y revelar información única sobre el interior del planeta y su evolución a lo largo del tiempo. HP3 fue proporcionado por el Centro Aeroespacial Alemán (DLR), y el brazo del tractor fue proporcionado y mejorado por la compañía polaca Astronika y el Centro de Investigación Espacial de la Academia Polaca de Ciencias mediante contrato y en estrecha cooperación con DLR.
Al igual que el instrumento SEIS, HP3 será instalado con sumo cuidado sobre la superficie usando el brazo robot tratando de no afectar a los cables que unen los sensores con la electrónica principal de cada instrumento, situada en el fuselaje de la sonda.
El investigador principal es Tilman Spohn del Centro Aeroespacial Alemán.

## Operativa

Animación del topo HP^{3} excavando en Marte

Para profundizar, el topo usa un motor (provisto por maxon motor) cuya acción es insertar una especie de punzón que lleva incorporado un sistema de micropercusión a modo de martillo; después de ser ubicado en el lugar apropiado, golpeará el tubo penetrando de esta manera a través del regolito, a la vez, mediante un resorte de freno y un cable helicoidal en el lado opuesto subirá el martillo para volver a golpear el punzón. Al mismo tiempo que penetra el cilindro, se irá insertando un cable con sensores de temperatura a una distancia de 35 cm (13.8 in) de longitud entre ellos que medirán la temperatura del suelo con una precisión de hasta 0,1 °C. En principio, cada 50 cm (1,5 pies) la sonda emite un pulso de calor y sus sensores miden cómo dicho pulso cambia con el tiempo. Si el material de la corteza es un conductor térmico, como el metal, el pulso decaerá rápidamente. Estas mediciones conjuntamente dan como resultado la tasa de calor que fluye desde el interior. Se calcula que alcanzará los cinco metros en 27 horas aproximadamente con un ritmo de percusión cada cuatro segundos.
La masa total del sistema es de aproximadamente 3 kg (6.6 lb) consumiendo un máximo de 2 vatios mientras el topo está activo.

## Radiómetro de infrarrojos
El instrumento HP3 lleva incorporado un radiómetro infrarrojo que mide la temperatura superficial, también proporcionado por el DLR y basado en el radiómetro MARA para la misión de Hayabusa.